# Biserica Mátyás
Biserica „Mátyás” (în maghiară Mátyás-templom), mai precis Biserica „Adormirea Maicii Domnului” din Budapesta (în maghiară Budavári Nagyboldogasszony-templom) sau Biserica Încoronării, din Budapesta (în maghiară Budavári Koronázó Főtemplom), este o biserică romano-catolică situată în Piața Sfintei Treimi din Budapesta, în fața Bastionului Pescarilor din sectorul Cetății Buda. În conformitate cu tradiția bisericii, ea a fost construită inițial în stil romanic în 1015. Clădirea actuală este realizată în stil gotic târziu în a doua jumătate a secolului al XIV-lea și a fost restaurată la sfârșitul secolului al XIX-lea. După mărime, ea a fost cea de-a doua biserică din Buda medievală și a șaptea biserică din Regatul medieval al Ungariei.
Ea a fost biserica domnească a Regatului Ungariei, loc de botez, încoronare și prohodire a membrilor familiei regale. Își are denumirea de la faptul că aici a avut loc nunta regelui Ungariei, Matia Corvin (1458-1490). Este unul dintre cele mai importante sanctuare catolice din Budapesta.

## Istoric
Conform tradiției, biserica ar fi fost construită pentru prima dată de către regele Ștefan cel Sfânt în anul 1015, primind hramul Adormirea Maicii Domnului, dar a fost distrusă în urma invaziei mongolilor din anul 1241. Lucrările la actuala biserică gotică au avut loc între anii 1255-1370 în mai multe etape sub regi precum Béla al IV-lea și Ludovic I cel Mare. Biserica a fost folosită mai ales de etnicii germani. Denumirea sa populară de Biserica Mátyás provine de la numele regelui Matia Corvin, care a ordonat renovarea turnului sudic al acesteia. Biserica a fost locul unde au fost celebrate mai multe încoronări ale regilor Ungariei, inclusiv cea a lui Carol al IV-lea în 1916 (ultimul împărat habsburgic). Aici au avut loc cele două cununii ale regelui Matia (prima cu Ecaterina de Poděbrady și, după moartea ei, cu Beatrice de Napoli). În timpul unui secol și jumătate de ocupație turcească, marea majoritate a comorilor sale bisericești au fost expediate la Pressburg (Bratislava de astăzi) și, după ocuparea Budei în 1541, biserica a devenit principala moschee a orașului. Frescele bogat ornamentate, care împodobeau anterior pereții clădirii, au fost văruite, iar mobilierul interior a fost scos afară.
Biserica a fost locul unde a avut loc așa-numita Minune a Sfintei Fecioare Maria. Edificiul a suferit distrugeri în timpul luptelor pentru eliberarea Budei. În 1686 în timpul asedierii orașului de către Liga Sfântă un zid al bisericii s-a prăbușit din cauza proiectilelor trase de tunuri. S-a dovedit că o veche statuie a Sfintei Fecioare Maria era ascunsă în spatele zidului. Din cauza faptului că sculptura Fecioarei Maria a apărut în fața musulmanilor care se rugau, moralul garnizoanei a scăzut și orașul a fost eliberat în aceeași zi.
Deși după alungarea turcilor în 1686 s-a făcut o încercare de a restaura biserica în stil baroc, dovezile istorice arată că lucrarea a fost în mare măsură nesatisfăcătoare. La 8 iunie 1867, Elisabeta de Wittelsbach și Francisc Iosif au fost încoronați în Biserica "Mátyás" ca suverani ai Regatului Ungariei.
Construcția și-a recăpătat o mare parte din fosta sa splendoare în perioada marelui boom arhitectural de la sfârșitul secolului al XIX-lea. Forma sa actuală i se datorează arhitectului Frigyes Schulek, care a condus o campanie de restaurare profundă a bisericii între anii 1873 și 1896. La reconstrucția ei în stil neogotic de la sfârșitul secolului al XIX-lea au lucrat cei mai renumiți artiști de epocă.
Biserica a fost restaurată după planul său inițial din secolul al XIII-lea, dar o serie de elemente originale gotice timpurii au fost scoase la iveală. Prin adăugarea, de asemenea, de motive noi (cum ar fi plăci de diamant pe acoperiș și garguie) Schulek s-a asigurat că munca sa, atunci când va fi terminată, va fi extrem de controversată.
În Biserica "Mátyás" se află Muzeul de Artă Bisericească, care începe din cripta medievală și duce până la Capela "Sf. Ștefan". Galerie conține o serie de relicve sacre și sculpturi medievale din piatră, împreună cu o copie exactă a Sfintei Coroane a Ungariei și a bijuteriilor coroanei. În capela funerară se află sarcofagul lui Béla al III-lea al Ungariei și cel al Anei de Châtillon.
În spatele său se află Bastionul Pescarilor (Halászbástya) din Piața Sf. Treimi (Szentháromság) - un sistem de bastioane cu șapte turnuri în stil neoromanic.

## Imagini

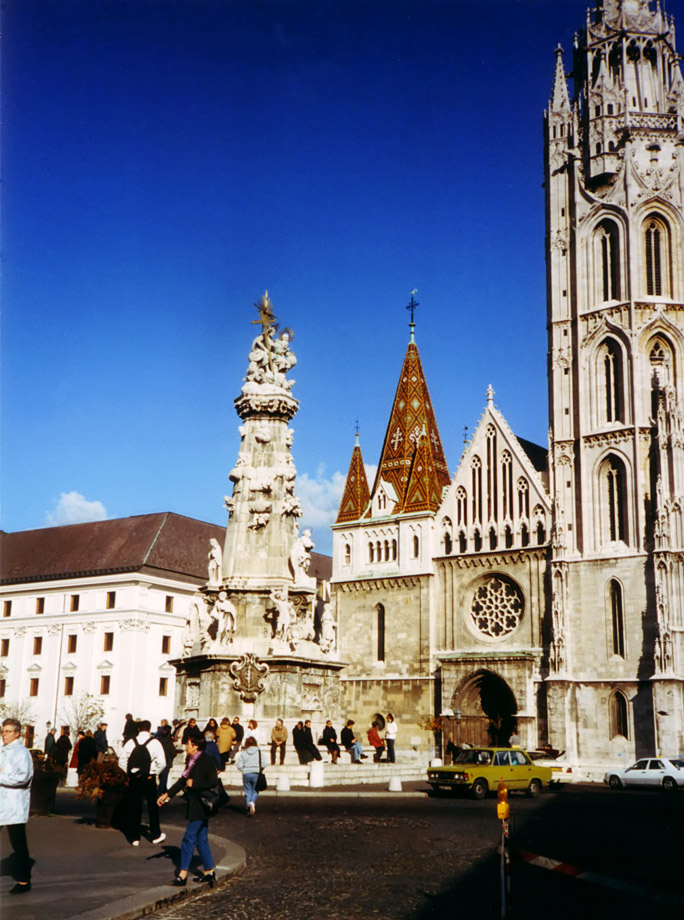
Biserica Mátyás (2004), înainte de renovare
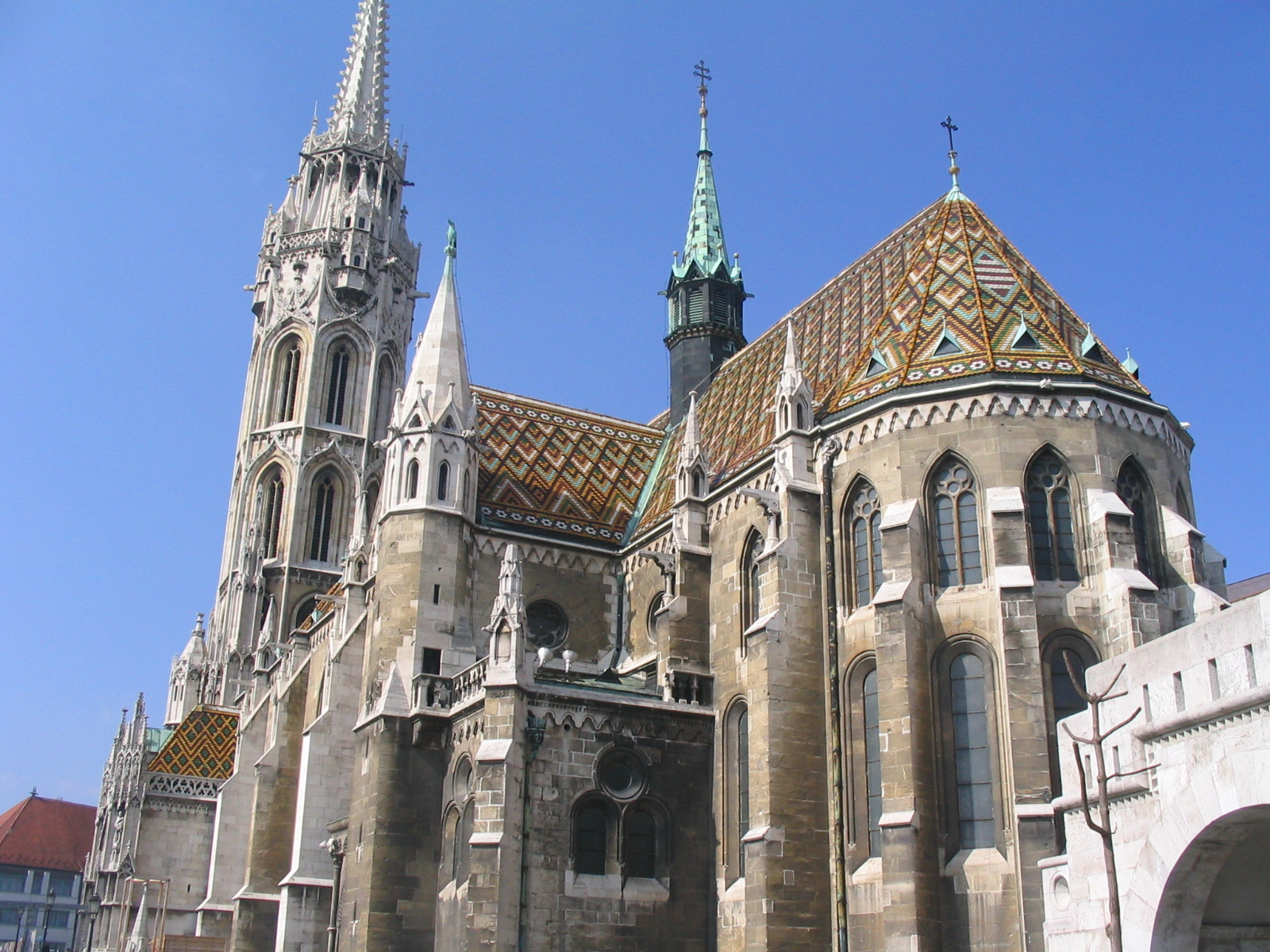
Absida bisericii.
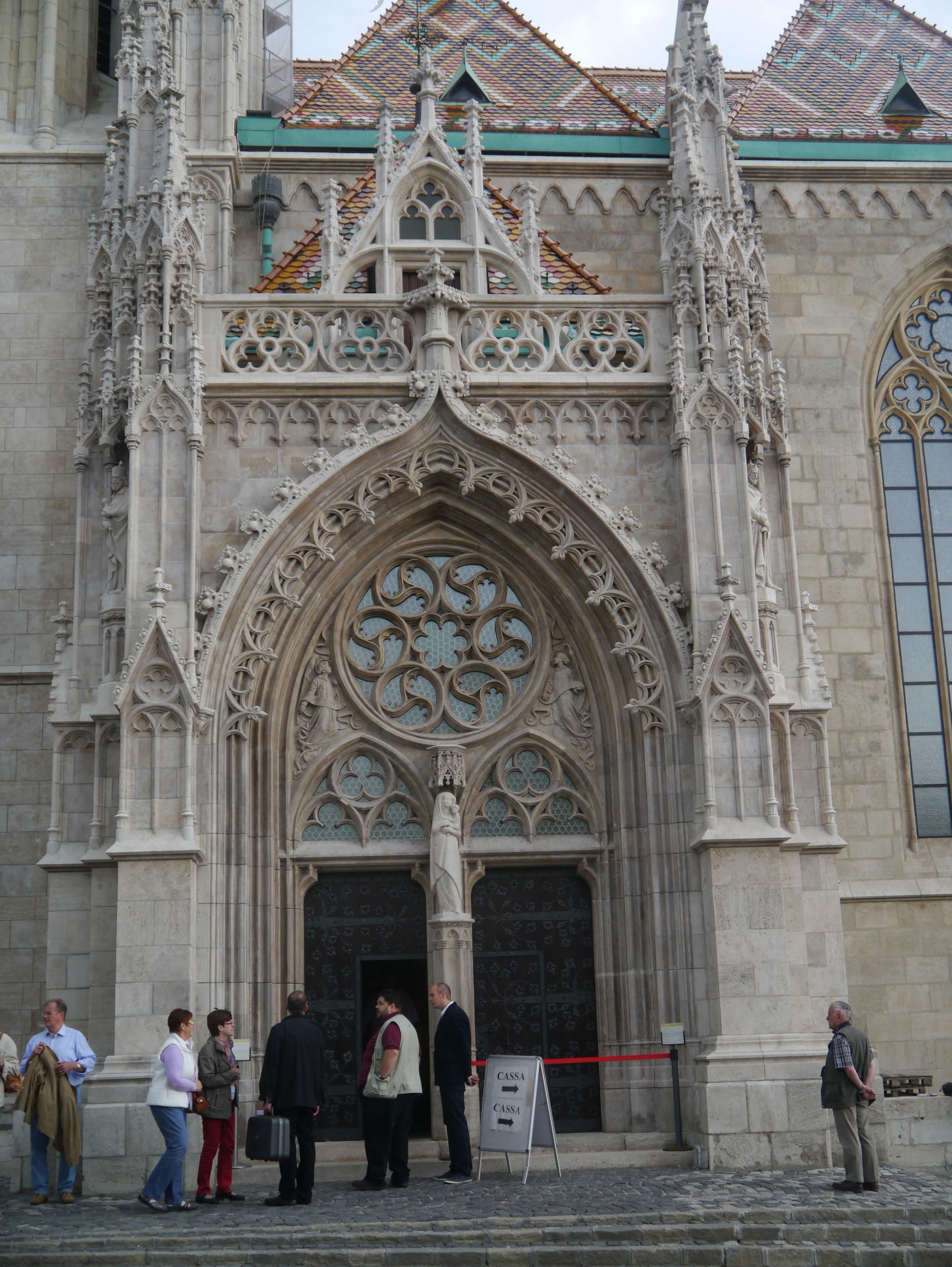
Portalul sudic.
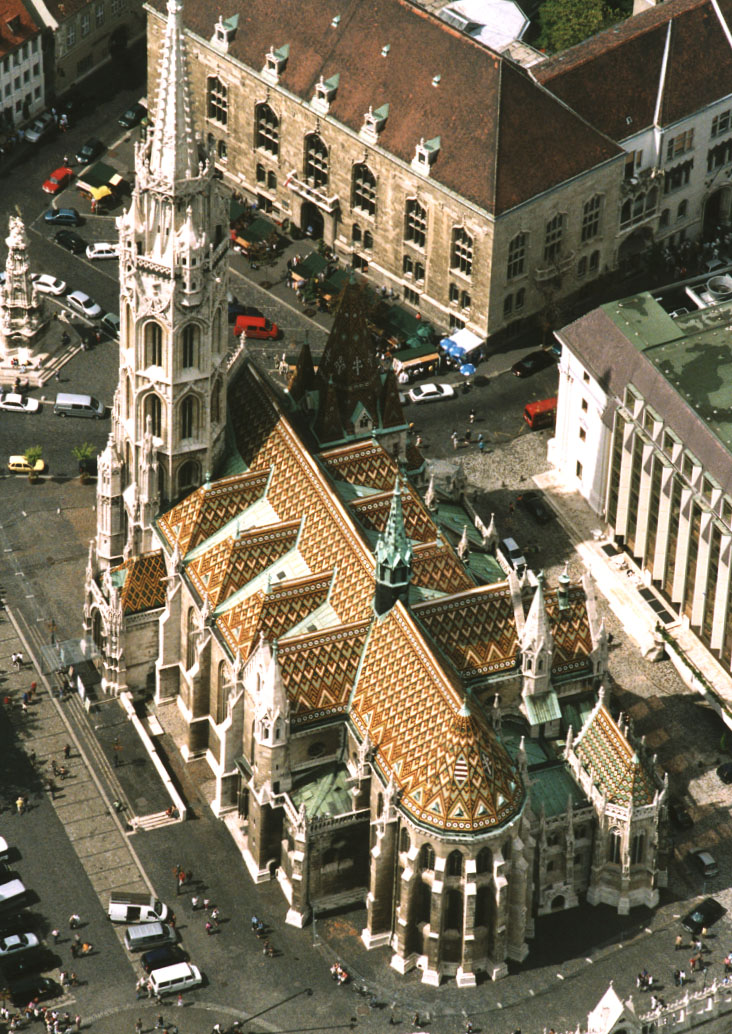
Biserica Mátyás (vedere aeriană) şi în stânga sus Piaţa Sfintei Treimi (Szentháromság tér) cu Coloana Sfintei Treimi construită în 1713
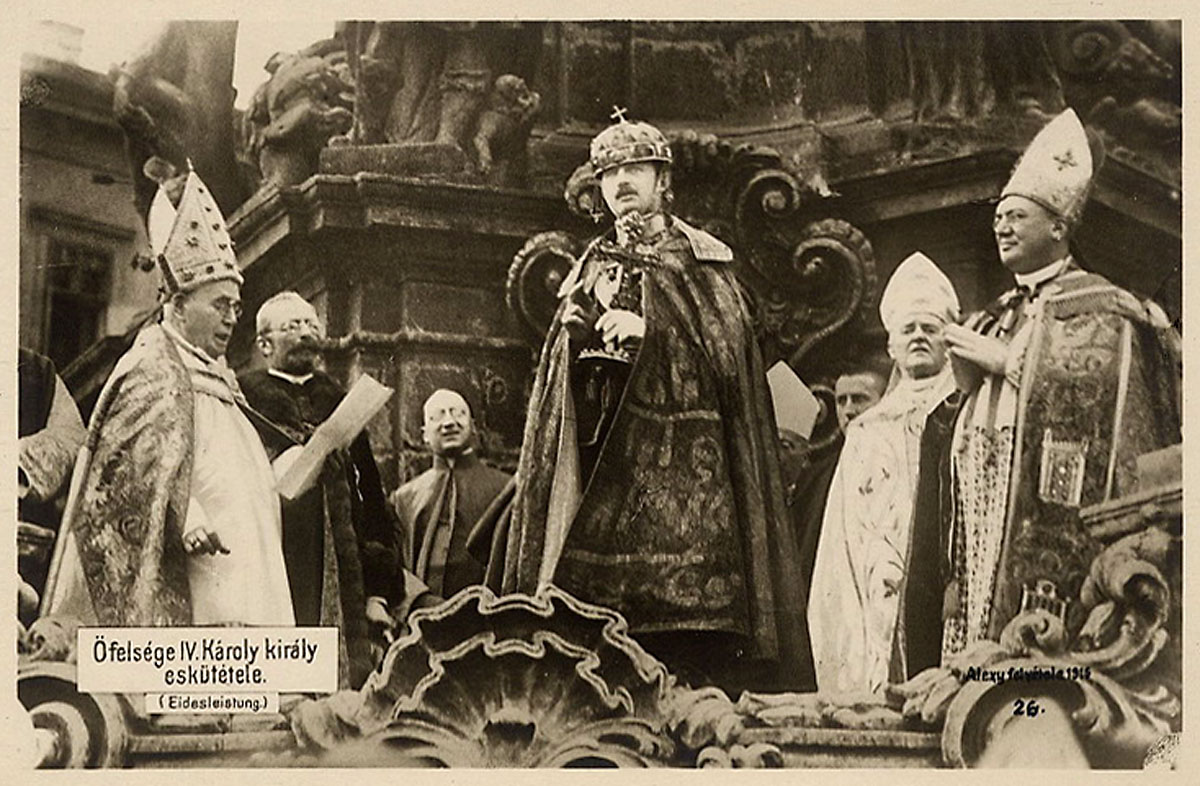
Încoronarea regelui Carol al IV-lea la 30 decembrie 1916, în fața Coloanei Sf. Treimi din exteriorul Bisericii "Mátyás"
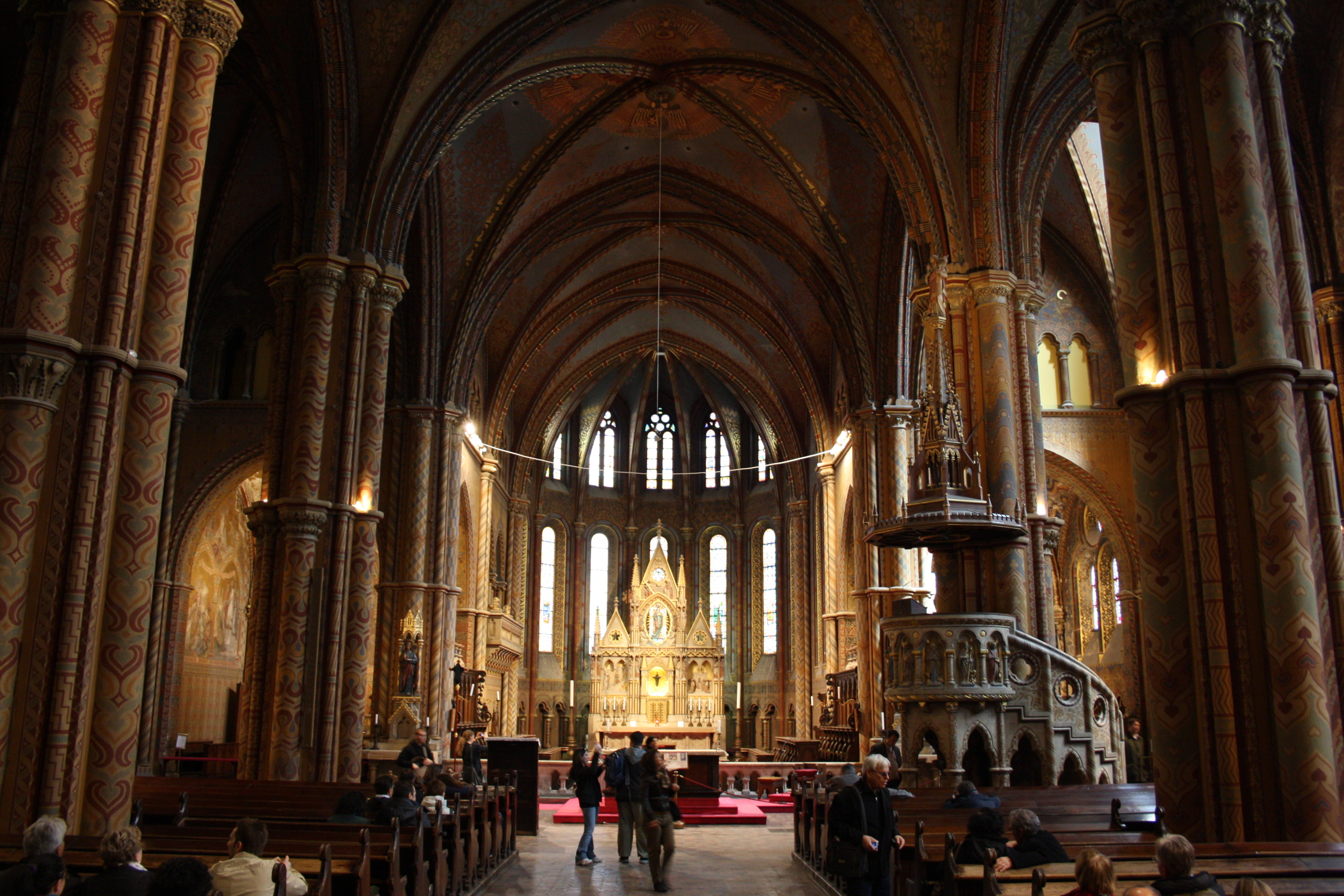
Interiorul bisericii.
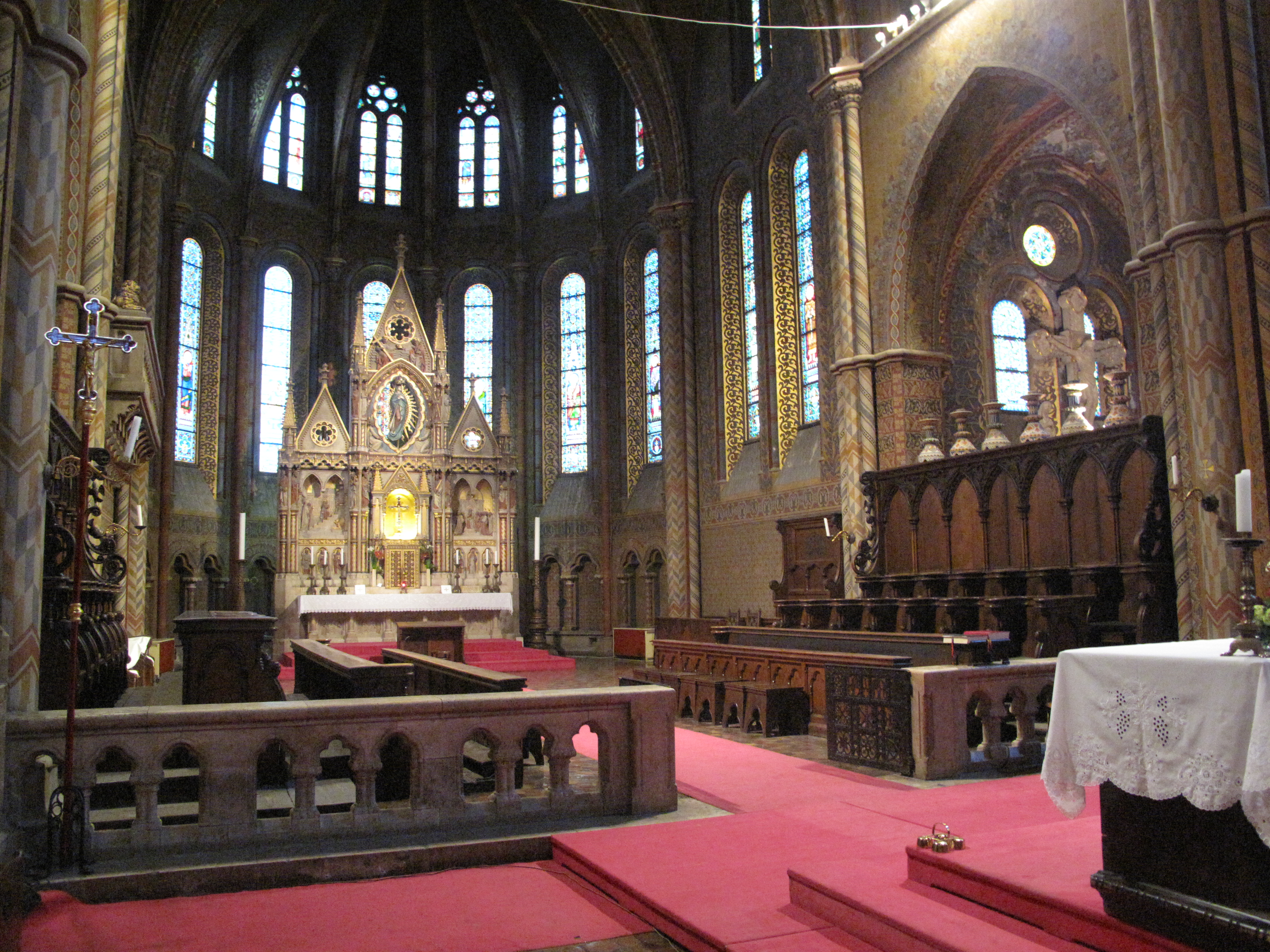
Altarul.
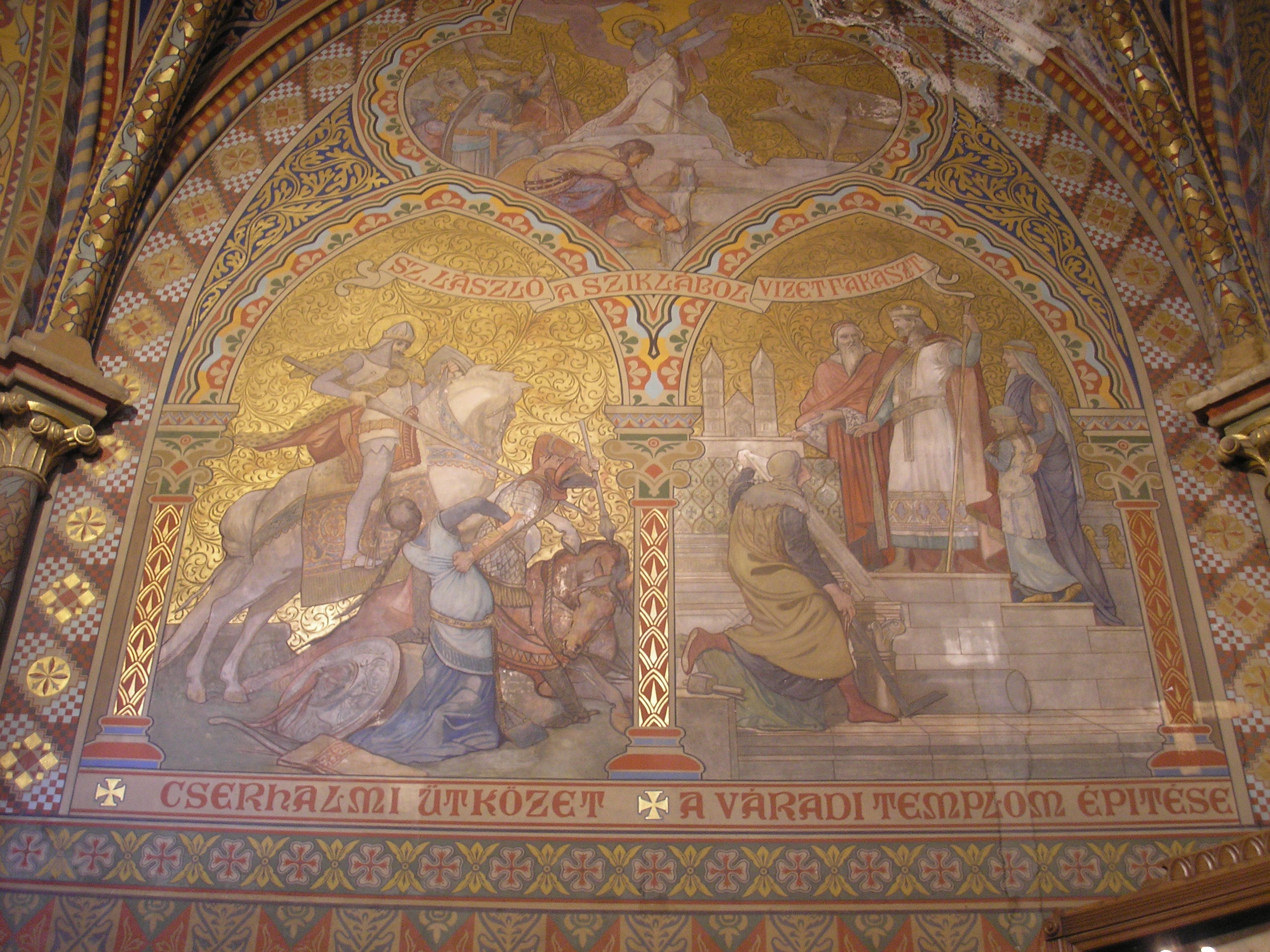
Pictură interioară.
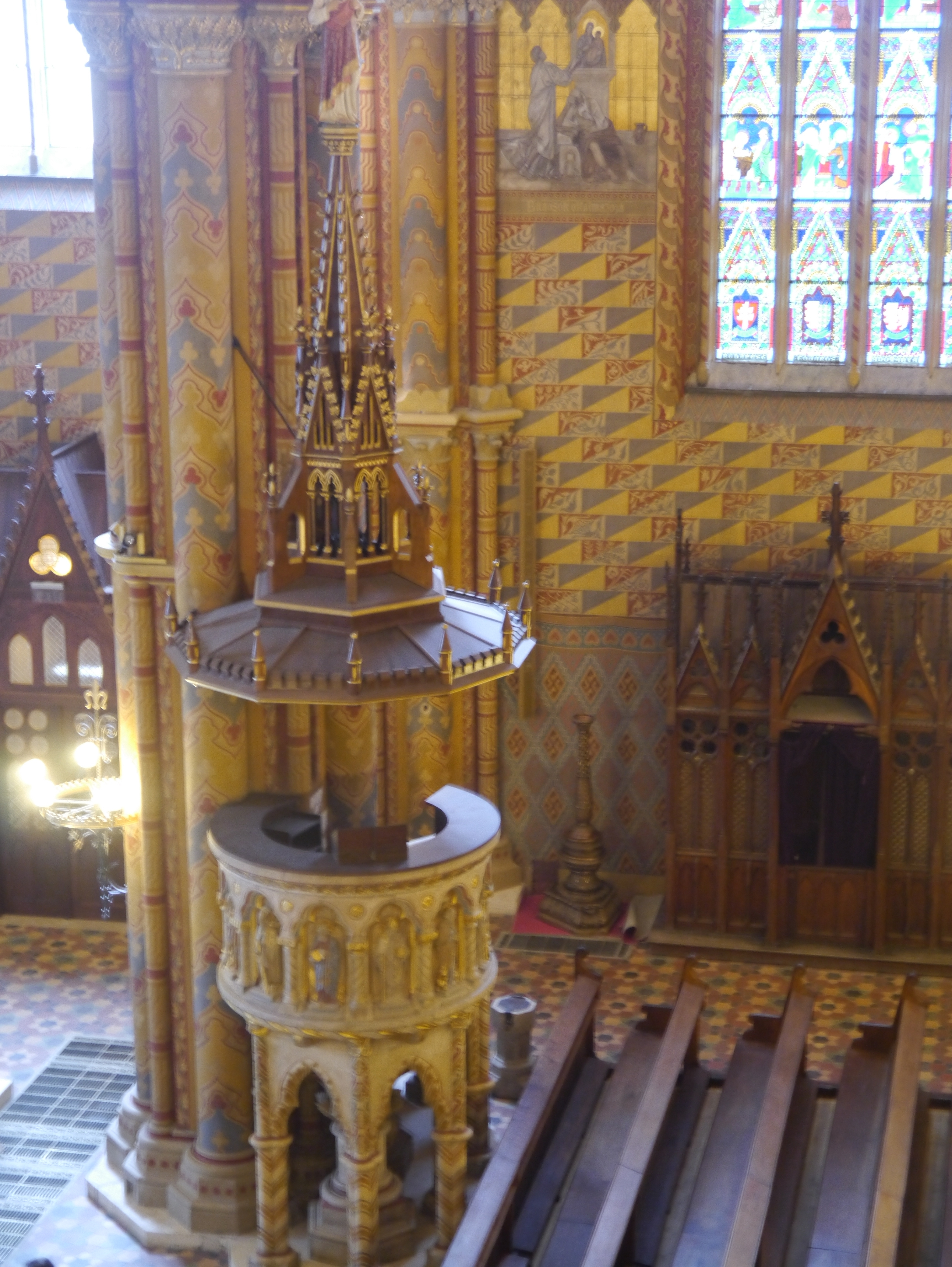
Amvonul.
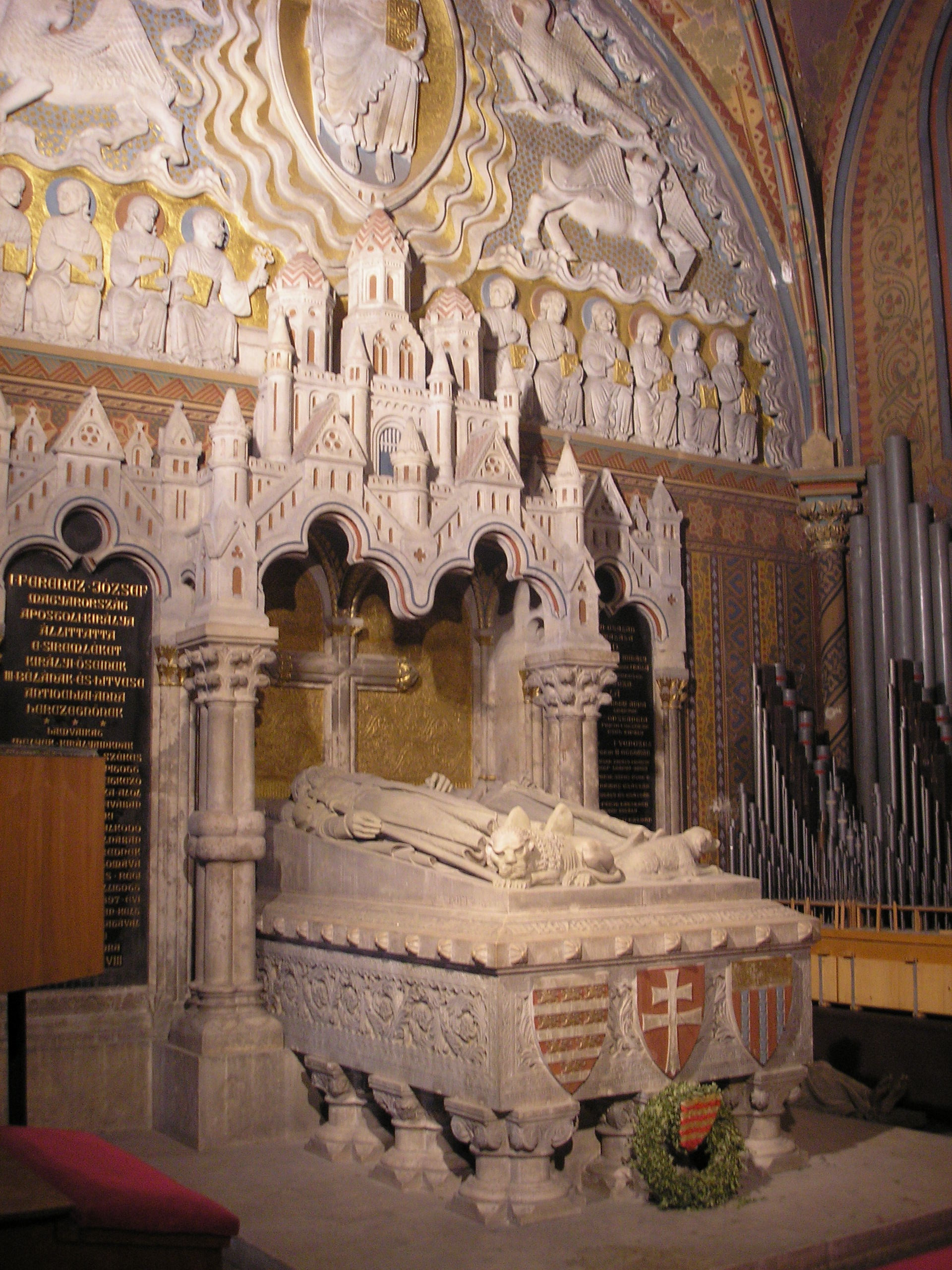
Sarcofagul Anei de Châtillon și al soțului ei Béla al III-lea, în Biserica Mátyás